# Keats-Shelley Memorial House
Il Keats-Shelley Memorial House è una casa museo di Roma, il cui nome è un tributo ai poeti britannici John Keats e Percy Bysshe Shelley.
Si trova al secondo piano del palazzo, alla destra di chi guarda la scalinata di Trinità dei Monti, a Piazza di Spagna nel rione Campo Marzio.

## Storia
Nel 1821 John Keats morì nell'appartamento al secondo piano di piazza di Spagna 26.
Nel 1903 nacque la Keats-Shelley Memorial Association con lo scopo di raccogliere fondi per salvare il palazzo dalla demolizione e di farne un luogo per ricordare le vite di John Keats e di Percy Shelley. L'associazione inglese cerca e riesce ad allestire nell'abitazione del poeta stesso un museo, allestendo le sale con ricordi dei poeti romantici inglesi, insieme ad un'ampia biblioteca dedicata al Romanticismo. Il museo venne inaugurato il 3 aprile 1909, alla presenza del re Vittorio Emanuele III.
Nel corso della seconda guerra mondiale il museo entra, come dice il sito ufficiale, in un "underground period" per via di dissidi con la Germania che perdura per tutto il resto della guerra, almeno fino all'arrivo degli alleati.
Oggi, l'appartamento è aperto al pubblico come casa museo.